# 中前川町
中前川町（なかまえがわちょう）は、徳島県徳島市の町名。現行行政地名は中前川町一丁目から中前川町五丁目。2009年12月現在の徳島市の調査による人口は1,456人、世帯数は688世帯。郵便番号は〒770-0807。

## 地理
徳島市の北東部に位置し、渭北地区に属する。西境を新町川が流れる。主に住宅地で構成されるが、市道沿いには商店が軒を連ねている。東から西へ一丁目から三丁目と延び、吉野本町一丁目から三丁目を挟んで四丁目から五丁目と細長く続く。
中前川町、北出来島町一丁目から三丁目方面、南田宮二丁目を結んでいるのが、新町川と助任川の合流点に架かる三ツ合橋である。

### 河川
- 新町川
- 助任川

## 歴史
元は前川町・下助任町の一部で、昭和17年に現在の町名となる。五丁目に残る「クラウンゴルフセンター」は、戦災で焼失した敷島紡績工場の跡地である。

## 施設

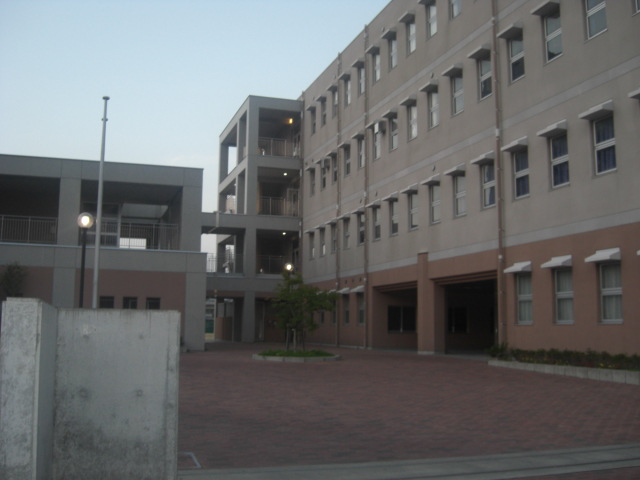
徳島市徳島中学校

- 徳島県立文学書道館
- 徳島市徳島中学校
- 明王寺（徳島七福神霊場）

## 交通

### バス
徳島バス
- 三ツ合橋東
- 上下水道局庁舎前

### 道路
- 徳島県道30号徳島鴨島線